# Томське Академмістечко

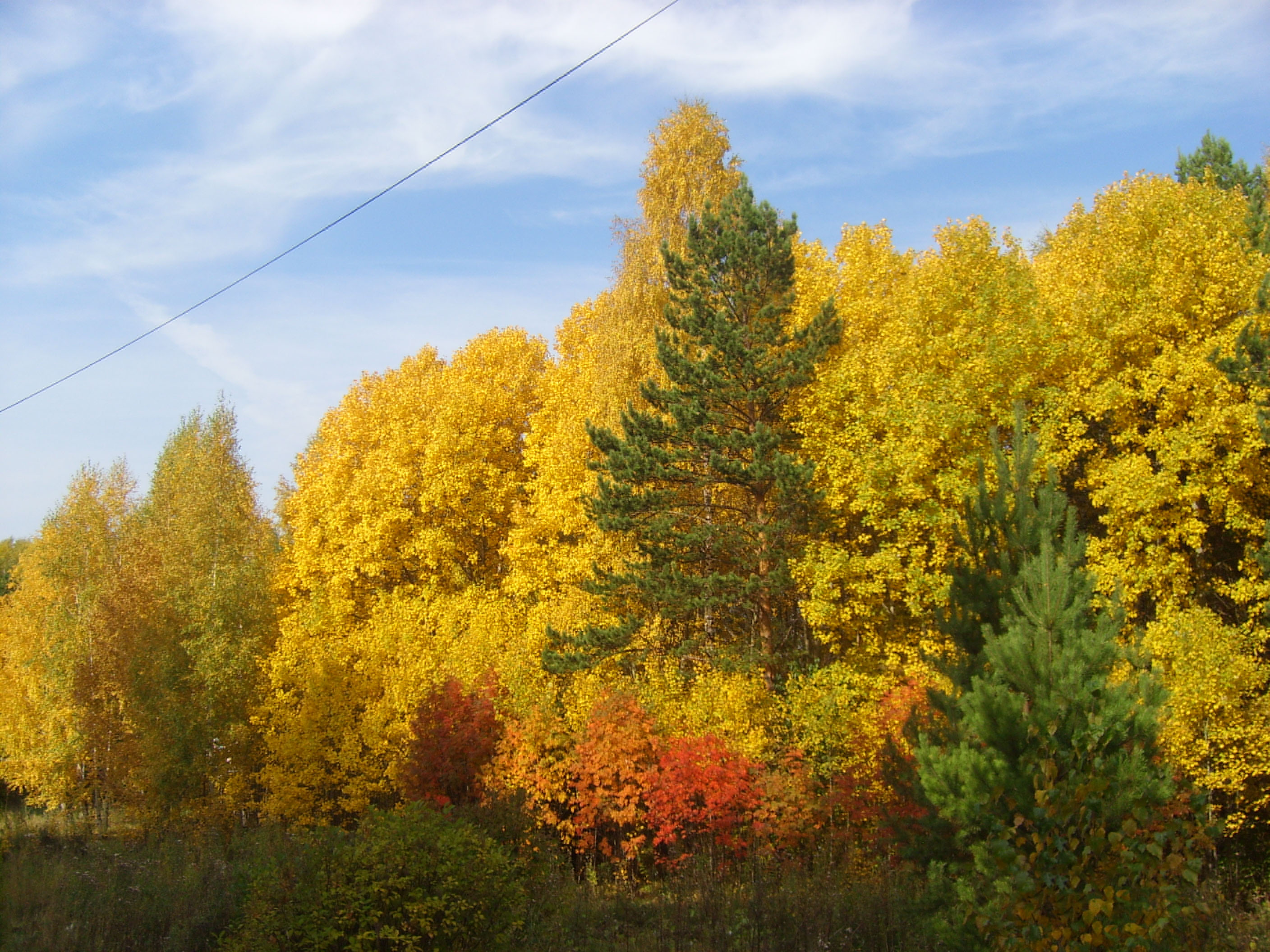
Ліс Томського академмістечка

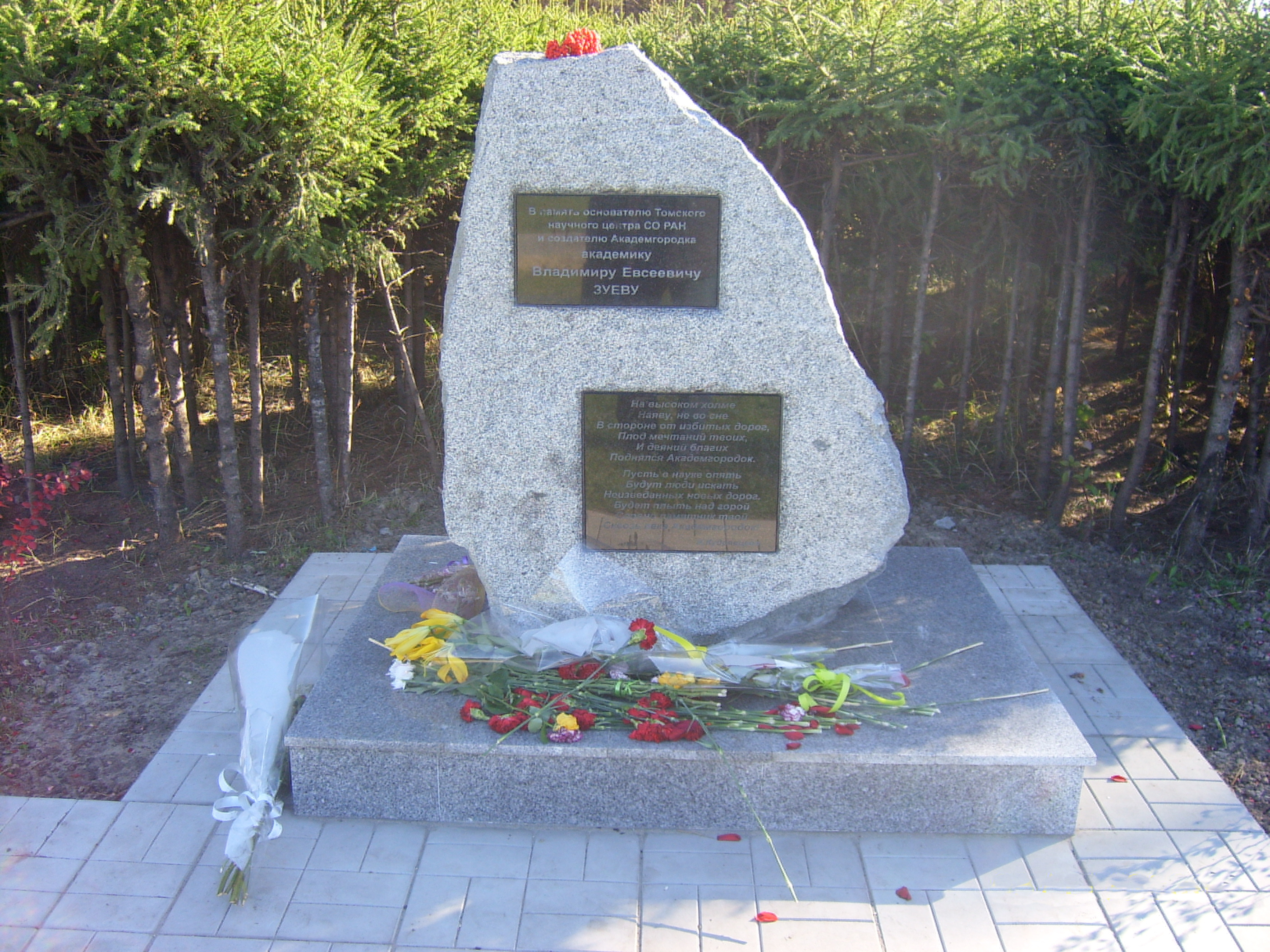
Пам'ятник засновникові Томського наукового центру СВ РАН і творцю Академмістечка академіку Володимиру Овсійович Зуєву

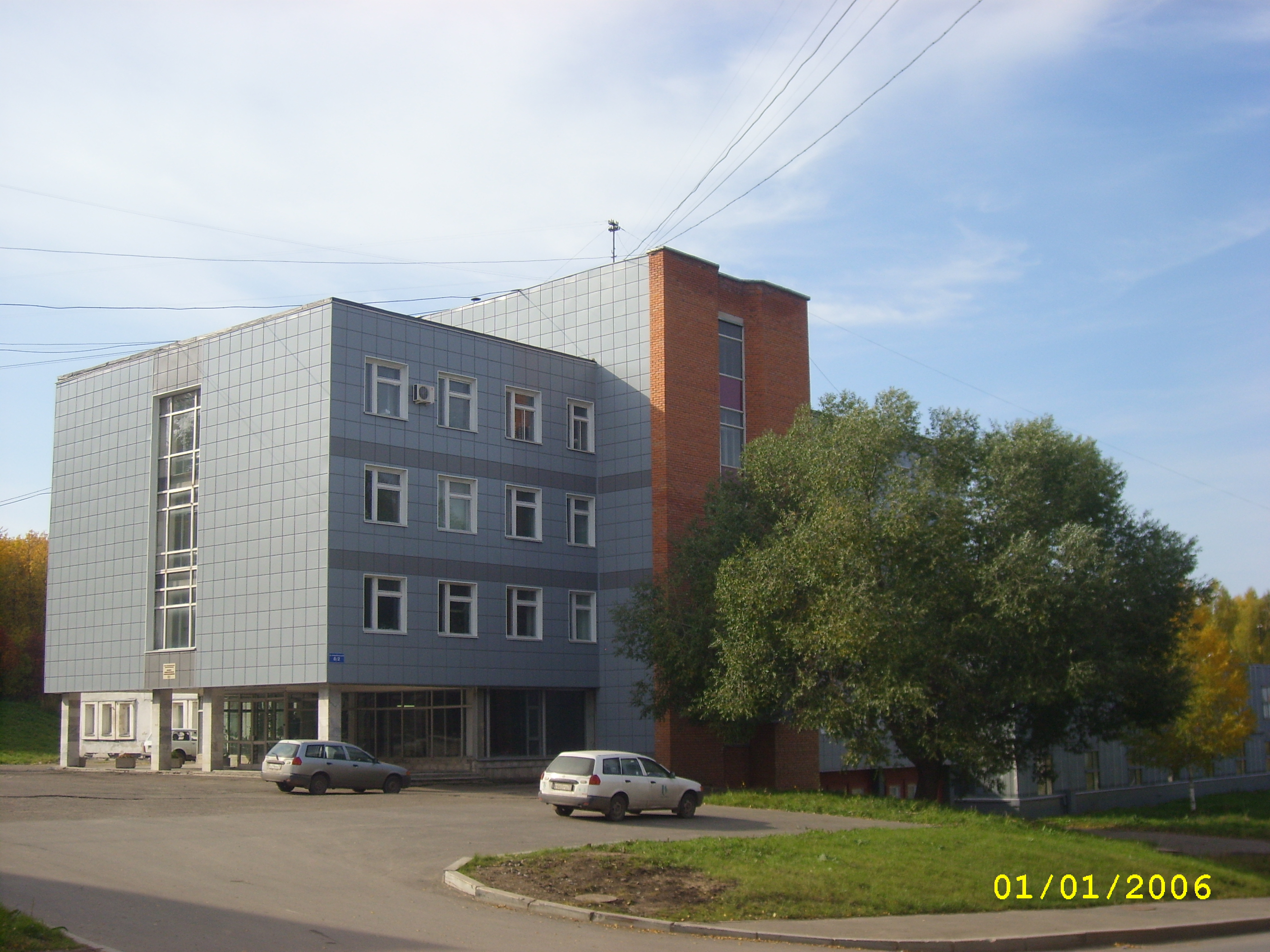
Республіканський науково-технічний центр при ІФММ СВ РАН

Томське академмістечко — мікрорайон в Радянському районі міста Томська, в якому розташовані наукові інститути і живуть співробітники Томського наукового центру СВ РАН. Загальна площа 200 га.
Академмістечко розташований в східній частині Томська, з усіх боків оточений лісами, від більшості інших районів відділений рікою Ушайкой, на високому правому березі якої і розташований.
Будівництво Томського академмістечка почалося в 1972 рік у. 25 січня 1975 рік а відбулося урочисте відкриття першого наукової установи академмістечка - Інституту оптики атмосфери.

## Вулиці
- Академічний проспект
- Вулиця Вавилова
- Вулиця Корольова
- Вулиця 30 років Перемоги

## Організації
- Інститут нафтогазової геології і геофізики СВ РАН
- Інститут хімії нафти СВ РАН
- Інститут моніторингу кліматичних і екологічних систем СВ РАН
- Республіканський науково-технічний центр при ІФММ СВ РАН
- Інститут оптики атмосфери СВ РАН
- Інститут потужнострумової електроніки СВ РАН
- Інститут фізики міцності і матеріалознавства СВ РАН

## Транспорт
Дістатися до Академмістечка можна автобусами № 5, 13/14, 16, 25, 33/34, 53, 131.